# Teinopodagrion croizati
Teinopodagrion croizati – gatunek ważki z rodziny Megapodagrionidae. Występuje na terenie Ameryki Południowej; stwierdzony w Ekwadorze i Kolumbii.